# Табуянь
Табуянь (кит.: 塔不烟; 1098 — після 1150) — гурхан Каракитайської держави і імператриця Західної Ляо в 1143—1150 роках. Посмертне ім'я ім'я Гань-Тянь-хоу. В арабських джерелах відома як Куян або Оргіна.

## Життєпис
Походила з уйгурського роду Сяо, здавна пов'язаного із киданською династією Єлюй. Висувається версія, що вона була стриєчною сестрою по жіночій лінії Єлу Даші — 1-го гурхана Каракитаїв й імператора Західного Ляо. Ймовірно була долучена до державних справ ще за життя чоловіка.
1143 року після смерті Єлу Даші з огляду на малолітство власного сина стала гурханом і імператрицею-регентшею під девізом правління Сяньцін (咸 清). У 1144 році війська Санджара, султана Сельджукідів, відвоювали Бухару з областю. 1146 року до Табуянь прибув посланець від Сі-цзуна, імператора Цзінь, з вимогою визнати його зверхність. Втім імператриця наказала стратити посланця. 1148 року війська каракитаїв відвоювали Бухару. У 1150 році передала владу синові Єлу Їлі. Подальша доля невідома.